# Репушевичи
Репушевичи (серб. Пресјека / Presjeka) — село в общине Вишеград Республики Сербской Боснии и Герцеговины. В настоящее время село необитаемо.